# Go-Horikawa
L'emperador Go-Horikawa (后 堀 河 天皇, Go-Horikawa-Tennō, 22 de març del 1212 - 31 d'agost del 1234) va ser el 86è emperador del Japó, segons l'ordre tradicional de successió. Va regnar entre 1221 i 1232. Abans de ser ascendit al Tron de Crisantem, el seu nom personal (imina) era Príncep Imperial Yutahito (茂 仁 亲王, Yutahito-shinnō). També era conegut com a Príncep Imperial Motsuhito.

## Biografia
El 1221, després de fracassar estrepitosament, un intent fallit de l'emperador Go-Toba de restaurar el poder imperial al Japó, el shogunat Kamakura exclogué del Tron de Crisantem a la família imperial que descendia de l'emperador Go-Toba, incloent l'abdicació de l'emperador Chūkyō, que no va tenir hereu. El Príncep Imperial Yutahito, qui era el net de l'emperador Takakura, nebot de l'exiliat emperador Go-Toba i primer segon de l'emperador Chūkyō, va assumir el tron com l'emperador Go-Horikawa. Va governar entre el 29 juliol 1221 i el 26 d'octubre de 1232.
Com l'emperador només tenia deu anys, el seu pare, el Príncep Imperial Moris fungí com a emperador enclaustrat sota el nom de Go-Takakura-in.
En 1232, als vint anys, abdicà a favor del seu fill d'un any, l'emperador Shijo i es convertí en emperador Enclaustrat. No obstant això, tenia una pèssima condició física i va morir dos anys després. La Tomba Imperial és al temple Sennyu-ji a Higashiyama, Tòquio.